# Groovy Rubbish
Groovy Rubbish（グルーヴィーラビッシュ）は、かつてプロダクション人力舎で活動していた日本のお笑いコンビ、パフォーマンスユニット。2022年5月21日解散。

## メンバー
- 類家 ドラマティック（るいけ ドラマティック、12月25日[3] - ）
  - 立ち位置は向かって左。
  - 本名：類家 大地（るいけ だいち）。
  - 身長169cm、血液型O型。
  - 東京都出身、二松学舎大学卒業。
  - 結成前はコンビ『モダンボーイズ』として活動（当時の相方はピン芸人のシフォン大喜）。
  - 元子役であり、幼少期に『スウィート・ホーム』や『若葉のころ』などの様々なドラマ・映画に出演していた[4]。
  - 趣味はドラマ鑑賞、ラーメン。
  - 特技は野球、服を素早く綺麗に畳む、ドラマを15秒観ればどの局か識別できる、50音何を言われても子役時代に関する自慢をすることができる。

- 真野 5.1ch（まの ごーてんいちサラウンド、11月12日[3] - ）
  - 立ち位置は向かって右。
  - 本名：真野 暁良（まの あきら）。
  - 身長165cm、血液型A型。
  - 宮城県出身。
  - 結成前はコンビ『フライアウトワンマン』として活動。
  - 趣味はギター、カメラ、音楽制作[5]。
  - 特技は5.1サラウンドナンパ、自分の身体を凄いスピードで叩ける。
  - 芸人引退後は『Manote』（マノート）として、DTM作曲・作詞・編曲活動を行っている。
  - 2024年1月31日、自身の公式X（旧：Twitter）アカウントにて1月22日に結婚した事を発表[6]。
  - 2024年6月26日、1ヶ月前に中咽頭がんと診断されていた事を公表。現在は入院し、治療に専念している[7]。

## 略歴・芸風
2017年6月18日結成。共にスクールJCA19期出身同士であり、以前はそれぞれ別々のコンビで活動していた。
「音楽と笑いを融合させた新感覚パフォーマンス」をコンセプトに、テレビ・ライブ・YouTubeを拠点に活動。結成2ヶ月にして2017年のキングオブコントで準々決勝進出を果たし、翌年の2018年には準決勝まで進出。また、歌ネタ王決定戦では2018年から4年連続で準決勝へと進出した。
2019年4月24日、初のワンマン開催となるライブ『This is Pandemic』を下北沢SHELTERにてオールスタンディングで開催。また、事務所ライブ『どっきん!』のPRソングや、あいなぷぅ（パーパー）が発表したオリジナル曲『パンパンパパパーン★』の作曲を担当するなど、楽曲・映像製作にも携わっている。
2022年4月27日、所属事務所の公式サイトにて解散を発表。同年5月21日開催の事務所ライブ『どっきん!スペシャル公演 ～Groovy Rubbish Last Stage編～』が、Groovy Rubbishとしての最後の舞台となった。解散の主な理由として音楽性の違いを挙げており、類家は「まだ何も決まっていないが、ひとまずアーティストは辞めてお笑い芸人さんに挑戦してみようと思っている」とし、真野は「今後は音楽の勉強をして、音楽制作で生計を立てられるようになりたいと思っている」とそれぞれコメントしている。コンビ解散後、類家は芸人の活動を続け、真野は音楽プロデューサーとして活動を継続している。

## 賞レース戦績

### キングオブコント
- 2017年 準々決勝進出
- 2018年 準決勝進出
- 2019年 準々決勝進出
- 2020年 準々決勝進出
- 2021年 準々決勝進出

### 歌ネタ王決定戦
- 2018年 準決勝進出
- 2019年 準決勝進出
- 2020年 準決勝進出
- 2021年 準決勝進出

### その他
- 2018年 M-1グランプリ 2回戦進出[16]
- 2018年 白黒-1グランプリ 決勝進出
- 2019年 白黒-1グランプリ 決勝進出
- 2021年 M-1グランプリ 2回戦進出[16]

## 出演

### テレビ
- 白黒アンジャッシュ（チバテレビ）
- 有田ジェネレーション（TBSテレビ）- 2017年12月14日、2018年3月14日・3月21日、2019年5月27日
- 前略、西東さん（中京テレビ）- 2018年6月30日
- ウチのガヤがすみません!（日本テレビ）- 2019年4月9日・10月29日
- にちようチャップリン（テレビ東京）- 2019年5月4日・5月11日
- 櫻井・有吉 THE夜会（TBSテレビ）- 2020年1月9日
  - 類家がコーナー『夜会これ探してもらえませんか』に中谷美紀の「昔、結婚を約束した天才子役」として出演し、最後にコンビでネタを披露した。
- 第54回新春!爆笑ヒットパレード2021（フジテレビ）- 2021年1月1日
- マヂカルクリエイターズ（テレビ東京）- 2021年5月18日・5月25日
- キャラダチナイトミュージアム〜MoCA〜（フジテレビ）- 2021年6月5日
- ネタパレ（フジテレビ）- 2021年8月27日
- 日テレ系お笑いの祭典 NETA FES JAPAN（日本テレビ）- 2021年9月8日
- 防犯カメラが捉えた!衝撃コント映像（朝日放送テレビ）- 2022年1月16日・2月6日
- アルピーテイル（テレビ朝日）- 2022年6月1日

### ネット配信
- 矢作と山崎と（FOD）- 2018年11月30日
- チルナイト! SEASON2（17LIVE+）- 火曜担当MC

### ライブ
- バカ爆走!（事務所ライブ、新宿fu-）
- どっきん!（事務所ライブ、新宿バティオス）
- YATSUI FESTIVAL! 2018（2018年6月17日、duo MUSIC EXCHANGE SUB STAGE）
- YATSUI FESTIVAL! 2019（2019年6月16日、duo MUSIC EXCHANGE SUB STAGE）
- ONLINE YATSUI FESTIVAL! 2020（2020年6月21日、YouTube配信）
- YATSUI FESTIVAL! 2021（2021年6月20日、duo MUSIC EXCHANGE／LINE LIVE配信）

### 単独ライブ
- 1st One-man Live『This is Pandemic』（2019年4月24日、下北沢SHELTER）

## 映像作品

### DVD
- This is Pandemic（2019年10月19日、自主製作）
  - 2019年4月24日に開催された単独ライブの模様を収録。プロダクション人力舎オンラインストアにて購入可能（※現在は販売終了）。

### プロモーションビデオ
- 1st PV『未完成ドリーマー』（2017年8月21日公開）
- 2nd PV『かよわきMessenger』（2017年10月22日公開）
- 3rd PV『漫才』（2018年2月17日公開）
- 4th PV『常識Breaker』（2018年10月20日公開）
- 5th PV『Wow!』（2020年12月25日公開）
- 6th PV『In the Night』（2021年12月24日公開）